# Campos, Fábricas e Oficinas
Campos, Fábricas e Oficinas ou Indústria Combinada com Agricultura, Trabalho Intelectual e Trabalho Manual (em francês:  Champs, Usines et Ateliers, ou l'industrie combinée avec l'agriculture et le travail cérébral avec le travail manuel; em inglês:  Fields, Factories and Workshops or Industry Combined with Agriculture and Brain Work with Manual Work; em russo:  Поля, фабрики и мастерские) é uma obra da autoria de Piotr Kropotkin. Originalmente, era uma série de artigos escritos entre 1888 e 1890. Foi publicada pela primeira vez na forma de livro em 1898 na língua francesa e, no ano seguinte (1899), em inglês.
Nesta obra, Kropotkin dedica-se a analisar questões relevantes à época (e ainda atualmente), como o caso da condição de vida da população proletária, o descaso com relação ao campo em razão de uma repentina supervalorização das cidades após a revolução industrial, o pavor espalhado no mundo após a divulgação das teorias de Malthus, o mito de que o surgimento de grandes indústrias representou o fim das pequenas e a cultura de que a divisão do trabalho significa uma separação entre o trabalho manual e o intelectual.
Inicialmente, o autor aborda a questão da descentralização industrial. O pensamento dominante era o da especialização, no sentido de que cada país possuía uma especialidade e deveria dedicar-se apenas e tão somente a ela. Dentro dessa lógica, países desenvolvidos ficaram responsáveis pela produção de manufaturados, cada um dentro de sua especialidade interna, enquanto aos subdesenvolvidos caberia a produção agrícola para sustentar os primeiros.
Sem dúvidas, essa divisão do trabalho resultou em um aumento da produção e também teve seus benefícios, mas o autor posiciona-se progressivamente, visando a uma situação das relações internacionais em que a lógica seja a da integração. O que se verifica, na realidade, é que os países se recusam a perpetuar a ordem da especialização, que já reinou absoluta, mas resta ultrapassada. Cada vez mais as nações dedicam-se a ter dentro do seu território a produção dos mais variados produtos; cada território é a combinação de diversos fatores, que devem e são utilizados nos seus pontos positivos como propulsores do crescimento e fortalecimento do desenvolvimento dos mais diversos ramos produtivos, e é um senso comum equivocado afirmar que a lógica manufatureiros/agricultores subsiste em termos absolutos como já foi um dia.
A análise crítica do autor acerca das indústrias não deixa passar o fato de que a construção do modelo industrial tal qual se observava criou-se a duras penas. As condições de vida dos trabalhadores eram miseráveis, crianças que deixaram de ser crianças porque forcadas a trabalhar sob tais condições, tudo isso para proporcionar a acumulação de riquezas nas mãos das classes privilegiadas, que continuava a crescer em uma velocidade impressionante.
A França, apesar de ter perdido a Alsácia, progressivamente deixava de ser uma devedora da Inglaterra, tendo em vista que no período de cerca de 60 anos em que dedicou-se a desenvolver sua indústria interna, reduziu suas importações e caminha para o estágio de autossuficiência que, segundo o autor, deve ser o objetivo de todas as nações, e representa a produção interna para o mercado interno de tudo o que a população precisa.
Diante desta mudança paradigmática, a tese sustentada pelo autor é a de que cada nação é capaz de produzir o todo, ou pelo menos a maior parte, daquilo que consome internamente, seja no ramo agrícola quanto no manufatureiro.
Um exemplo relevante citado na obra é o da Rússia, que buscava se emancipar da dependência dos produtos manufaturados que importava da Alemanha e da Inglaterra, desenvolvendo internamente suas próprias manufaturas para produzi-los. De fato, esta transição se deu lenta e progressivamente e não se pode afirmar que tal país adquiriu uma independência absoluta, mas dados relevantes são apresentados, demonstrando que em um curto período de tempo a quantidade de importações diminuiu drasticamente, e continuava a diminuir.
De extrema relevância é a quebra do senso comum feita pelo autor, ao afirmar que o declínio dessas importações não tem muita relação com a alta de impostos como medida protetiva. A principal razão deste declínio é, justamente, o desenvolvimento das indústrias nacionais. Além disso, traça-se um paralelo importante com relação ao tempo necessário para o desenvolvimento industrial: enquanto que à época da revolução industrial a consolidação e o desenvolvimento da indústria levou meio século nos primeiros países a realizá-la, agora levava apenas alguns anos, que foi o que se observou com a Rússia (dentre tantas outras nações), para aproveitar o exemplo.
Em seguida, dedica-se a analisar o caso da Alemanha, também emblemático por suas peculiaridades com relação aos países mais tradicionalmente industriais, como França e Inglaterra. Curioso é o dado de que é um equívoco supor que a razão do sucesso industrial de um país é a mão de obra barata, uma vez que restou comprovado que baixos salários e longas jornadas de trabalho não necessariamente significam produção barata; pelo contrário, o que se observa é que nas industrias mais bem desenvolvidas a produção mais barata é obtida por altos (para os padrões da época e do trabalho, claro) salários, curtas jornadas e boas máquinas.
A principal razão do sucesso industrial da Alemanha é a mesma que se observou nos Estados Unidos: apesar de terem tido uma industrialização tardia, ambos gozavam de uma educação técnico-científica muito disseminada, de modo que as fábricas eram construídas de acordo com o que havia de mais recente e novo que havia sido feito em outro lugar. O grande mérito talvez tenha estado na força de sua juventude, e na “coragem” de aproveitar aquilo que já estava feito e que havia de melhor e mais moderno, entrando no mercado em condições de competir com nações como a Grã-Bretanha, que há muito tempo já participavam desse ramo.
Dentro desta ideia de desenvolvimento e crescimento industrial em nações que antes estavam excluídas dessa possibilidade em razão da preponderância da lógica da especialização, o autor cita, ainda, os casos da Áustria, da Austrália, da Hungria, da Finlândia, da Espanha e até mesmo do Brasil, que aos poucos deixaram de ser preponderantemente importadores de produtos manufaturados para tornarem-se produtores de boa parte deles. 
Ainda na questão do desenvolvimento industrial contradizendo a lógica da especialização, merece destaque o caso da Índia. Durante muito tempo, este país era o maior consumidor dos produtos britânicos, especialmente em razão da colonização e da dependência econômica que se estabeleceu com relação a este país. A indústria indiana, que inicialmente não obteve sucesso, de repente ganhou forca e firmou-se. A relevância de citar tal exemplo e que tratou-se de uma situação em que, a partir de uma mudança paradigmática, uma nação que "nasceu" dependente firmou suas próprias raízes e dentro de muito pouco tempo diminuiu significativamente as importações britânicas, tornando-se inclusive atrativa do capital estrangeiro para manter o progresso desse desenvolvimento. A mão de obra era definitivamente mais barata, e o conhecimento técnico inicialmente incipiente, mas isto foi apenas um obstáculo inicial a ser superado, e os produtos indianos em nada deixam a desejar em qualidade.
O autor afirma claramente a sua teoria, que é a de que a solução para os problemas que se observavam era que os países dedicassem-se a produzir internamente tudo aquilo que consumiam, de modo a tornarem-se autossuficientes, deixando para trás a posição que ocupavam na especialização, primordialmente importadora/exportadora. Dentro desta questão, argumento relevante é o de que quando um país sobrevive primordialmente do lucro que obtém em decorrência de suas exportações, ele fica inteiramente suscetível a crises que decorrem de fatores externos. Explico: Se, por razões alheias à sua vontade aquele país não conseguir vender no mercado externo o seu produto por pelo menos o dobro do valor gasto para produzi-lo, isso implica prejuízo interno. A lógica capitalista baseia-se na obtenção do lucro, e uma vez que ele não é obtido procede-se a uma reação em cadeia que prejudica primariamente a própria população interna; se uma companhia não obtém lucro, ela diminui o salário dos trabalhadores, ou a quantidade de dias trabalhados por eles, ou até demite parte do seu pessoal; em consequência disso, aumenta a miséria interna e esse aumento implica na redução também do consumo interno, o que, em última análise, prejudica ainda mais a própria indústria. Diante disso, ter como objetivo produzir primordialmente para o consumo interno mostra-se como a solução mais racional, tendo em vista que encerraria a lógica da miséria e desabastecimento, o consumo seria sempre garantido, interrompendo essa reação em cadeia.
A consequência direta do nascimento e crescimento da indústria em países que eram, antes, apenas consumidores, em que se destaca aqui os chamados países subdesenvolvidos, que eram primordialmente agrícolas e passaram a ser também manufatureiros, levaram ao fim da hegemonia da Grã-Bretanha neste aspecto, e afirma o autor que isso deveria ter sido previsto. Progressivamente os produtos por eles produzidos perdem espaço no mercado, enquanto aqueles produzidos por estes países, ganham. Ainda que o valor total das exportações do Reino Unido, em proporção ao crescimento de sua população, tenha permanecido quase que inalterado, os altos preços que podiam cobrar e, consequentemente, os altos lucros que obtinham já não existem mais. A maior competitividade que existe em decorrência do surgimento de novos produtores representou o fim dessa hegemonia e, mais, a possibilidade de distribuição de um capital que antes concentrava-se no país pioneiro na revolução industrial. Claramente isso não significa a quebra da economia britânica, até porque ela se mantém até hoje, mas representa uma mudança significativa e que foi bastante sentida a época.
Para o autor, o progresso está em produzir para o mercado interno, tendo em vista que os verdadeiros consumidores dos produtos de um país são os seus próprios cidadãos, e com a mudança da lógica produtiva, com a descentralização industrial e o desenvolvimento de novos polos produtores, esse progresso tornou-se mais tangível, ficou cada vez mais próximo, porque agora possível. O que deve ser feito, portanto, é a destinação desses produtos para o mercado interno, para que os países tornem-se autossuficientes.
Uma vez estabelecida sua principal teoria, e dentro disso, explicitado o seu principal elemento que é a difusão da produção industrial pelos mais diversos países, dedica-se o autor ao segundo elemento primordial para a consolidação de tal objetivo, que é a agricultura.
A ideia da autossuficiência a ser atingida pelos países implica na sua capacidade interna de produção de tudo aquilo que a sua população precisa para viver (e a ambição do autor não está só em afirmar que não só são os países capazes de se manter sozinhos, mas em afirmar que ao fazê-lo, os países têm condições de dar um padrão de vida e de consumo para a sua população muito bom - e muito melhor do que aquele que se observa na lógica do momento). Assim, uma vez explicitada a possibilidade de produção industrial interna, mesmo naqueles países sem qualquer tradição no ramo, ou mesmo desacreditados por fatores históricos, dedica-se o autor a exemplificar a questão agrícola envolvida na busca da realização de sua teoria, tendo em vista que este aspecto está necessariamente incluído nesta nova característica.
A discussão tecida pelo autor diz respeito ao senso comum de que com o crescimento da população em determinados países, seria impossível que ele produzisse comida suficiente para sustentar tanta gente, associado ao argumento de que, ainda que fosse possível fazê-lo, não seria economicamente interessante produzir internamente se se pode importar por preços mais baixos. Diante de tais ideias, e da lógica presente nos países de importar comida e exportar produtos manufaturados, Kropotkin dedica-se a refutar tais afirmações.
Inicialmente, afirma que a principal razão de ser desse senso comum é o fato de que, especialmente após a revolução industrial, a agricultura foi negligenciada (em dados presentes na obra, no período de 26 anos 2500000 acres deixaram de ser cultivados), foi posta em segundo plano pela mentalidade de que a riqueza provinha das cidades, dentro da já mencionada lógica da especialização. Em razão disso, em países como a Inglaterra, ainda que houvesse condições de plantar o necessário para sustentar a população, o descaso frente ao campo levou a importação de comida no lugar de produzi-la. Matematicamente, levando em conta a área disponível e a quantidade de pessoas, argumenta o autor que é perfeitamente viável a realização de sua proposta, mas que tal depende da conscientização da importância dessa área.
A principal razão do decaimento da produção agrícola deve-se a migração da população rural para as cidades, que tirou do campo metade dos trabalhadores que antes dedicavam-se a cultivar a terra e produzir alimentos; essa população rural foi praticamente enviada para as cidades, buscando oportunidades, dentro de uma lógica de supervalorização industrial. Em razão disso, os campos ficaram pobres de trabalhadores, de pessoas que se dedicassem a cultivar a terra, não sendo verdade a comum afirmação de que os campos diminuíram, ou que o que é produzido simplesmente não basta para alimentar todas as pessoas. A triste realidade era que não havia no campo trabalhadores suficientes para plantar, enquanto nas cidades as taxas de miséria e desemprego não paravam de crescer.
Um dos argumentos comuns daqueles que sustentam posição contrária à do autor é a da infertilidade; afirmam, comumente, que apesar de haver uma grande extensão de terras disponíveis para plantio, o solo é pobre, ou infértil, o que potencializa a incapacidade de produção interna de alimento suficiente para sustentar toda a população do país. No entanto, conforme demonstra o autor por meio de dados obtidos por meio de pesquisas empíricas, a tecnologia não deve ser usada apenas nas cidades ou em benefício da indústria; ela também deve ser aplicada aos campos, e as mais modernas técnicas de plantio mostram-se eficientes para suprir as deficiências do solo, de modo que a produção torna-se viável mesmo em locais que não são naturalmente propícios para fazê-la (caso da Bélgica, que ainda que grande parte do seu solo seja infértil, produz 2/3 da quantidade de cereais necessária para a sua densa população).
Dentre as suas conclusões acerca da agricultura, merece destaque a seguinte: se o solo do Reino Unido fosse cultivado como era 45 anos antes da produção daquela obra, 24.000.000 pessoas, ao invés de 17.000.000 consumiriam a comida produzida no próprio território; se a área cultivável do Reino Unido fosse cultivada com a qualidade que é feita na Bélgica, haveria comida para pelo menos 37.000.000 habitantes, e ainda poderia exportar um tanto; se a população do Reino Unido viesse a dobrar, tudo o que seria necessário seria que os solos cultiváveis fossem cultivados como são nas melhores fazendas lá existentes.
É relevante, ainda, a questão da competição dos EUA. Assim como se observou no caso da indústria, a agricultura norte-americana também merece destaque, seja pela qualidade dos seus produtos, seja pela competitividade que instauraram e que representavam nos mercados mundiais. O autor dedica-se, então, a provar que o senso comum acerca de tal sucesso não procede, e a demonstrar quais são as verdadeiras razões. Não procede a afirmativa de que o solo norte-americano possui uma fertilidade natural; a principal razão do sucesso é o baixo preço das terras e a forma como a produção é organizada, além da questão do crescimento da agricultura intensiva. Relevante, ainda, o fato de que tal sucesso não advém primariamente das grandes fazendas, mas sim das pequenas, que são melhor organizadas. Além disso, nas palavras do autor:
"The force of ‘American competition’ is thus not in the possibility of having hundreds of acres of wheat in one block. It lies in the ownership of the land, in a system of culture which is appropriate to the character of the country, in a widely developed spirit of association, and, finally, in a number of institutions and custos intender to lift the agriculturist and his profession to a high leve which is unknown in Europe".
Outro ponto relevante desta parte da obra é a que refuta a teoria de Malthus, que prevê, em termos gerais, que a população cresce em progressão geométrica e a produção de alimentos cresce em progressão aritmética, de modo que inevitavelmente chegaria-se a uma situação de desabastecimento (nas palavras do autor: “We thus see that the over-population fallacy does not stand the very first attempt at submitting it to a closer examination”). Para provar tal ponto, o autor afirma que a economia política não consegue superar a premissa de que os bens necessários à vida são insuficientes e limitados, baseando nela todas as suas teorias, sem jamais superá-la. Dado basilar de tal afirmação é que a ratio do crescimento da colheita de cereais tem sido seis vezes maior do que a ratio do crescimento populacional, ainda que a agricultura tenha sofrido com muitos obstáculos.
Em seguida, o autor dedica-se a analisar os benefícios que poderiam ser obtidos da combinação entre indústria e agricultura, e neste ponto torna-se mais evidente o viés socialista do autor, que estabelece como parâmetro uma situação em que a produção industrial organize-se de uma forma mais comunitária, de todos para todos, em que há um compartilhamento de máquinas e conhecimento e todos são beneficiados.
Inicialmente, antes do surgimento das grandes indústrias, era comum observar as chamadas “industrial villages”, que eram justamente locais em que se combinava indústria e agricultura.
O senso comum que o autor busca refutar neste ponto da obra é o de que o surgimento destas grandes indústrias representou o fim das pequenas fábricas, antes predominantes. Ainda que seja forte o fenômeno da centralização industrial, e que de fato tais indústrias tenham atraído muitos trabalhadores, é simplista considerar que as pequenas fábricas simplesmente deixaram de existir; o que se observa, na realidade, é que em torno das grandes fábricas há um grande número de outras menores, que possuem uma função igualmente importante na produção, na economia e no emprego de funcionários.
Uma das passagens mais relevantes desta parte da obra é a que afirma que as grandes fábricas na realidade estimulam o nascimento de pequenas, porque criam novas demandas. As grandes indústrias produzem determinados produtos, mas tal produção não é suficiente para suprir todas as demandas de produtos do mercado; assim, as pequenas fábricas complementam essa produção, e quanto mais grandes indústrias nascem, mais produtos acessórios o mercado demanda, e mais pequenas fábricas nascem. Nas palavras do autor em trecho relevante: 
"In England, as everywhere, the small industries are na importante fator in the industrial life of the country; and it is chiefly in the infinite variety of the small trades, which utilize the half-fabricated produce of great industries, that inventive genius is developed, and the rudiments of the future great industries are elaborated."
Neste ponto da obra, o autor não tem a pretensão e nem a ilusão de que as fábricas voltem ao seu estágio inicial, sem o emprego de máquinas e combinadas com a agricultura. O ponto defendido é justamente que a tecnologia tem que ser utilizada naquilo que ela puder de fato substituir a mão de obra humana, e que a fábrica deveria pertencer à comunidade.
A agricultura não pode se desenvolver sem a ajuda das máquinas e da tecnologia, de modo que ela depende, consequentemente, do desenvolvimento da indústria. Dessa forma, evidencia o autor que agricultura e indústria não são polos opostos, em que o sucesso de um representa necessariamente o fracasso do outro; o que se observa na realidade é justamente o contrário.  
Uma conclusão relevante do autor é que afirmar que as pequenas indústrias estão fadadas a desaparecer, enquanto observamos novas surgirem todos os dias, é como simplesmente repetir a trágica generalização feita de que o trabalho manual foi absorvido pelo trabalho das máquinas nas indústrias de algodão.
O último ponto abordado pelo autor é o que diz respeito à separação entre trabalho manual e trabalho intelectual, que representa a lógica da divisão do trabalho que prevalecia na época em que a obra foi escrita (e que até hoje se mantém). Dedica-se o autor, então, a provar que tal separação não só não tem razão de ser, quanto é prejudicial para a sociedade.
A lógica existente é que o homem da ciência – ou aquele que realiza o trabalho intelectual – é responsável por descobrir as leis da natureza, e o trabalhador manual é responsável apenas por aplicar tal conhecimento.
Em nenhum momento o autor questiona a importância da educação científica, reconhecendo que ela é fundamental para invenções futuras, ele questiona, apenas, a supervalorização dela em detrimento daquela que dedica-se às artes e ao trabalho manual. Não se questiona os benefícios da especialização do conhecimento, mas ela deve vir acompanhada de uma educação geral que envolve tanto ciência quanto habilidades manuais.
Dentro desta crítica, o autor cita uma experiência feita na Rússia, e depois introduzida em outros locais, como Chicago – EUA, que buscou combinar os dois aspectos necessários na educação, em que o aprendizado nas áreas da ciência era feito não pelo meio comum que se observa nas escolas de todo o mundo, mas sob um método que buscava despertar o interesse do aluno pelo aprendizado, uma vez que dada a ele a oportunidade de conhecer as aplicações práticas daquele conhecimento, sem fracioná-lo a fórmulas ininteligíveis e sem muita relação com a realidade. Conjuntamente, os alunos são estimulados a realizar trabalhos manuais e a dedicarem-se às artes, onde aplicam o conhecimento teórico obtido e desenvolvem habilidades manuais fundamentais.
Diante de tal método, o aluno não só aprende mais do que o “aluno comum”, como aprende de uma forma tão completa que de fato aquilo que é passado na escola é internalizado e vira conhecimento, ao invés de mera informação; tal fato deve-se, justamente, ao interesse que é despertado no aluno por aprender aquelas matérias, de modo que ele não é um mero agente passivo a quem as informações são entregues, ele é ativo na busca pelo conhecimento.
O principal ponto defendido por Kropotkin aqui é que independentemente da profissão a ser exercida no futuro, tanto o conhecimento científico e teórico, quanto a aquisição das habilidades manuais são fundamentais. Não tem lógica a divisão entre uma e outra como características excludentes, uma vez que são complementares.
Mais errada ainda é a ideia de que aquele que detém o conhecimento científico descobre a lei da natureza, e o que trabalha manualmente apenas aplica tal descoberta, uma vez que em cem casos contra um o que se observou foi justamente o contrário: primeiro produz-se o objeto, depois descobre-se a lei e a ciência por trás dele.  
Diante disso, uma das principais conclusões a que chega neste ponto da obra é que o poder inventivo não está propriamente no conhecimento científico, mas na capacidade do homem de de fato produzir, ou seja, está justamente no conhecimento das artes e na aquisição de habilidades manuais. Dessa forma, o que se observa é que o poder inventivo das indústrias é cada vez menor, em decorrência dessa divisão do trabalho; ainda que a ciência tenha evoluído muito e o conhecimento teórico seja cada vez maior, ele não adianta muito sem a sua complementação, que aos tais homens da ciência não foi ensinada.